# جامعة أنديرا غاندي الوطنية المفتوحة
جامعة أنديرا غاندي الوطنية المفتوحة (بالهندية: इंदिरा गाँधी राष्ट्रीय मुक्त विश्वविद्यालय) وتعرف باسم "IGNOU" وهي جامعة حكومية للتعليم عن بعد تقع في ميدان غارهي، نيودلهي، في الهند. سميت على اسم رئيسة الوزراء أنديرا غاندي. تأسست الجامعة عام 1985 بموازنة قدرها 20 بليون روبيه هندية بعد أن وافق البرلمان الهندي على قانون جامعة أنديرا غاندي الوطنية المفتوحة لعام 1985.).
تعتبر جامعة أنديرا غاندي أكبر الجامعات في العالم من حيث عدد الملتحقين، إذ يبلغ عدد طلابها 4 ملايين طالب.
تأسست الجامعة لنقل التعليم عن طريق برامج التعليم عن بعد، وتوفير فرص التعليم العالي وخاصة للشرائح المحرومة في المجتمع، وتشجيع وتنسيق وضع معايير التعليم المفتوح والتعليم عن بعد في الهند، وتعزيز الموارد البشرية من خلال التعليم في الهند.
إلى جانب أنشطتها في مجالات التعليم والأبحاث والتدريب والإرشاد التي تشكل الدعامة الأساسية لأنشطتها الأكاديمية، تلعب الجامعة كمركز للموارد الوطنية، وتعمل على تعزيز معايير التعليم عن بعد في الهند. تستضيف الجامعة أمانة اتحاد SAARC للتعليم عن بعد، وأمانة شبكة الجامعات العالمية العظمى التي تدعمها اليونسكو.